# Sejm zwyczajny
Sejm zwyczajny (z łac. ordynaryjny) – sejm walny Rzeczypospolitej zwoływany zgodnie z zapisem artykułów henrykowskich co dwa lata, trwający nie dłużej niż sześć tygodni. W 1591 roku rozstrzygnięto, że sejm zwyczajny będzie trwał 43 dni. Przedłużenie obrad sejmów zwane prolongacją wymagało zgody wszystkich posłów.